# Робокоп (персонаж)
Робокоп (англ. RoboCop , Робот-поліцейський) — вигаданий персонаж серії фільмів Робокоп. Творці персонажу сценаристи Едвард Ноймаєр та Майкл Майнер. Зовнішній вигляд обладунків Робокопа взятий зі японського серіалу «Space Sheriff Gavan».

## Історія

### Оригінальна серія
На черговому завданні поліцейські Алекс Мерфі і Енн Льюїс наздоганяють злочинців у фургоні. Бандити зі своїм ватажком Кларенсом Боддікером ховаються на покинутому сталеливарному заводі, де Мерфі потрапляє в пастку. Його розстрілюють, завершивши справу пострілом в голову. Врятувати життя Мерфі не вдається, його офіційно визнають мертвим, а тіло передають в програму «Робокоп». Замінивши пошкоджені органи протезами та одягнувши в куленепробивні обладунки, Робокопа, котрий став фактично роботом з людським мозком замість процесора, відправляють боротися зі злочинністю. Робокоп патрулює місто і виявляється надзвичайно оперативним і точним. Виконуючи свою роботу, Робокоп впізнає деякі деталі, зокрема згадує Енн, що пробуджує в його мозку інші спогади. Це викликає тимчасові приступи, коли Робокоп не може себе контролювати. Врешті він самовільно входить в базу даних, де натрапляє на запис про смерть Алекса Мерфі і підозрюваних в його вбивстві. Робокоп вирушає в місто та знаходить Боддікера на заводі з очищення кокаїну. Коли Робокоп перемагає всіх бандитів на заводі, Боддікер зізнається, що працює на Діка Джонса. Банда Боддікера, отримавши від Джонса новітнє озброєння, вчиняє в місті безлад та вирушає знищити Робокопа. Прибувши на завод, бандити один за одним гинуть від рук Робокопа. Далі Робокоп прибуває в компанію ОСР і викриває Джонса у його планах і вбивсті  Мортона за це Джонс бере в заручники голову компанії ОСР але Мерфі вибає Джонса.
Поліція Детройта масово страйкує з причини урізання зарплат корпорацією OCP. В цей час тільки Робокоп бореться зі злочинцями, які повсюдно сіють безлад. Окрім того поширюється новий і винятково сильний наркотик «Ньюк», який поширює наркобарон Кейн.У пошуках Кейна Робокоп дізнається від продажного поліцейського Даффі де переховується Кейн.Робокоп ранить Кейна, після чого хлопчик Хоб стає новим наркобароном. Він пропонує меру Детройта покрити борги перед OCP за дозвіл безперешкодно поширювати наркотики. Доктор Факс переконує керівництво OCP, що Кейн є найкращим кандидатом на Робокопа-2, оскільки слухатиметься їх за дозу «Ньюку». Мозок Кейна видаляють і пересаджують в робота.На презентації OCP представляє Робокопа-2. Коли глава корпорації демонструє капсулу з наркотиком, Робокоп-2 виходить з-під контролю та влаштовує бійню але Робокоп вбиває божевільного робота.
Будівництво Дельта-Сіті завершено в Детройті для цього OCP насильно виселяє містян з будинків, застосовуючи нові поліцейські сили. Масові повстання проти переселень набувають характеру війни з корпорацією. Робокоп встає на захист простих людей і починає боротьбу проти корпорації.

### Рімейк 2014 року
В рімейку сюжетна лінія майже не змінилась але більше було розкрито сюжетно сімейні взаємини Алекса Мерфі його дружини і сина. Змінився зовнішній вигляд Робокопа та інші не значні деталі.

## Актори
- Робокоп (1987) - Пітер Веллер
- Робокоп 2 (1990) - Пітер Веллер
- Робокоп 3 (1993) - Роберт Джон Берк
- Робокоп (2014) - Юель Кіннаман